# Almaty Aviation
АТ «Авіакомпанія» «Almaty Aviation» — колишня казахстанська авіакомпанія.

## Історія
Авіакомпанія заснована в 2002 році. Після потрапляння в список авіакомпаній з забороною на польоти в країни Євросоюзу авіакомпанія перебазувалася з Алмати в Боралдай. З 2010 року авіакомпанія займається тільки внутрішніми перевезеннями вантажів.

## Фінанси
У 2011 році Компанія мала валовий збиток 145 млн 675 тис. тенге.
Валовий прибуток компанії за підсумками 2011 року склаd 12 млн 695 тис. тенге.